# Canon EOS R50 V
A Canon EOS R50 V é uma câmera mirrorless de entrada com sensor APS-C, voltada para gravação de vídeos e vlogues, lançada pela Canon em março de 2025. Trata-se de uma variante da Canon EOS R50 [en], com foco em criação de conteúdo audiovisual, especialmente vídeos. Entre seus diferenciais estão a falta de visor eletrônico, uma segunda rosca para tripé voltada para gravações na vertical e uma luz indicadora para gravação (tally lamp).
A EOS R50 V foi anunciada em 26 de março de 2025, sendo o primeiro corpo da Canon com montagem RF projetado especificamente para o público de pessoas vlogueiras.